# 秋牡丹
秋牡丹，又名吹牡丹、土牡丹、秋明菊、貴船菊，为毛茛科銀蓮花屬打破碗花花的变种。分布於日本以及中国大陆的云南、江西、广东、福建、江苏、浙江、安徽等地，入药可治疗重感冒、股癣、体癣等病症。多年生草本植物，花梗从叶丛中拔地而起，很突出，花为淡紫红色或白色。可以根插繁殖。

## 特征

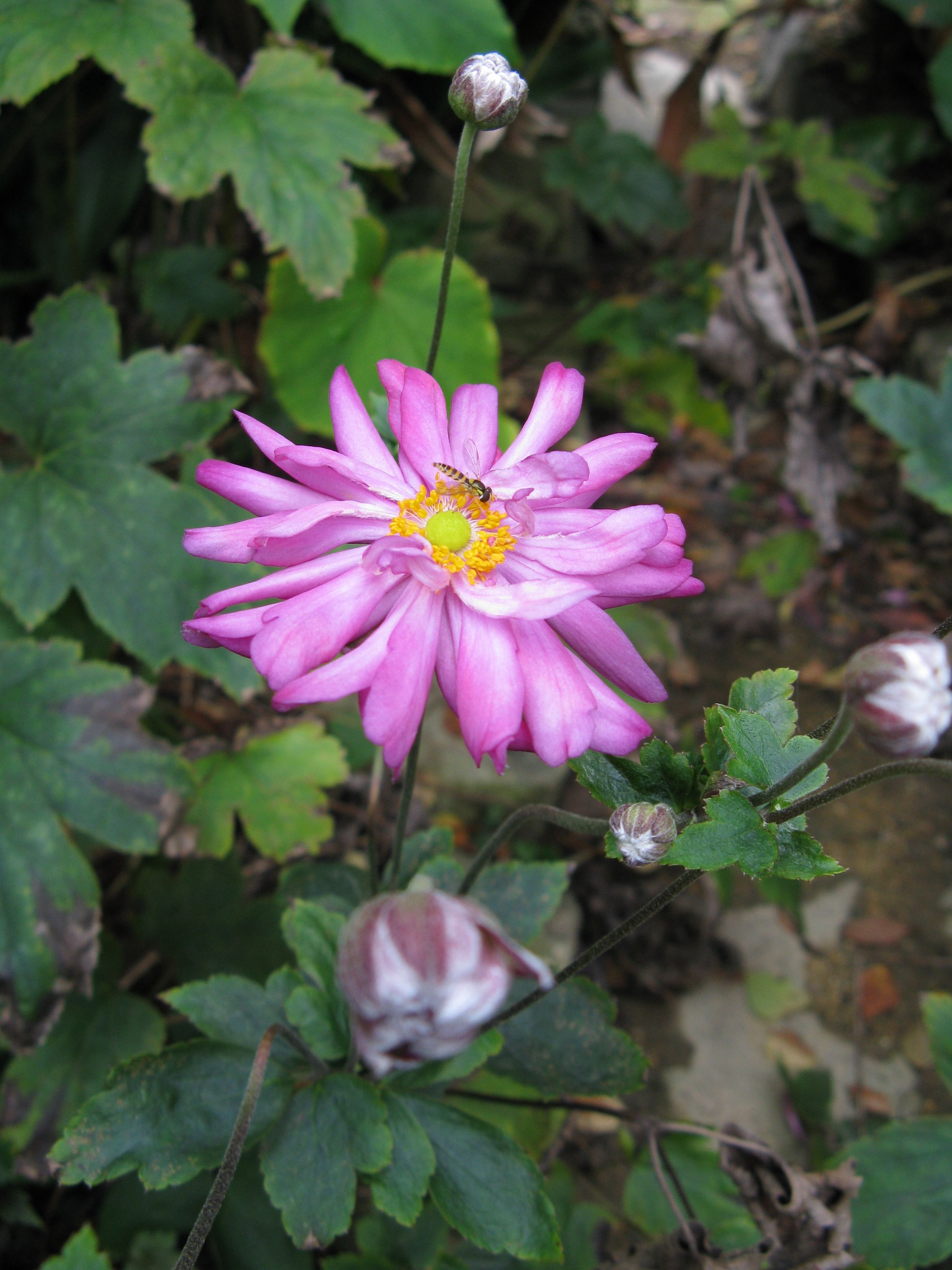
淡紫红色秋牡丹

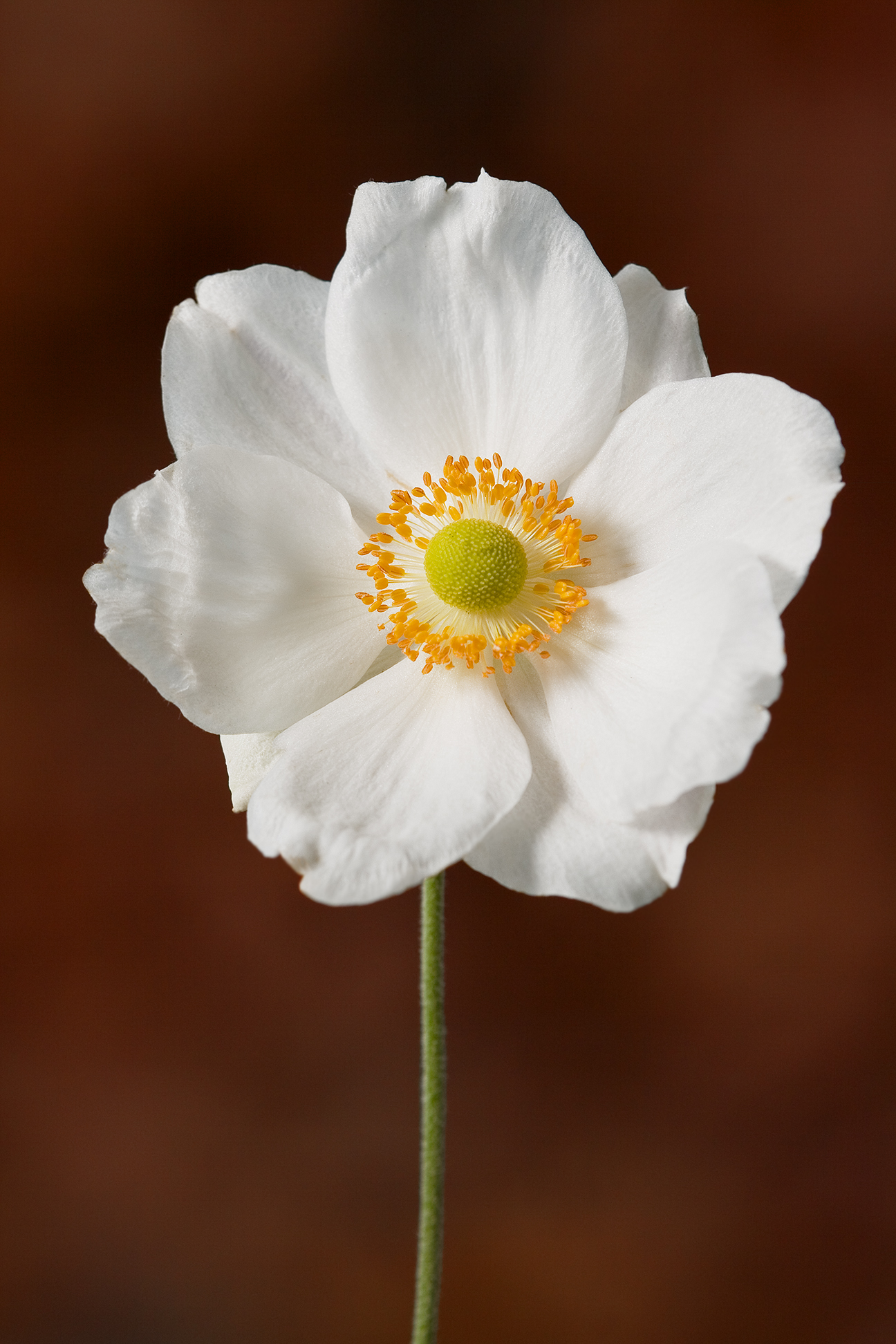
白色秋牡丹

株高0.9－1.2米，羽状复叶。花直径40－60毫米，被片5－6枚，重瓣花达20枚被片，粉红色或白色，雄蕊多数，较长，黄色。 

## 历史
秋牡丹原产於中国，日本引进後也已逸生，有几百年的栽培史。
此物种最初在1784年的《Flora Japonica》由卡尔·佩特·屯贝里（Carl Peter Thunberg）命名和描述。屯贝里在他於荷兰东印度公司当医生时收集并干燥了秋牡丹的标本。 1844年，福鈞把秋牡丹从中国带回英国，在中国他了解到秋牡丹这种植物常种植在陵墓附近。